# International Campaign to Abolish Nuclear Weapons
International Campaign to Abolish Nuclear Weapons (ICAN) är en internationell koalition av 468 civilsamhällesorganisationer i 101 länder. Syftet med kampanjen är att kärnvapen ska förbjudas och 7 juli 2017 antogs en sådan konvention i Förenta nationerna i New York. ICAN lanserades av International Physicians for the Prevention of Nuclear War (IPPNW) 2007 och i Sverige drivs arbetet främst av Svenska läkare mot kärnvapen samt Internationella Kvinnoförbundet för Fred och Frihet (IKFF).
Nobels fredspris 2017 tilldelas ICAN.

## Syfte

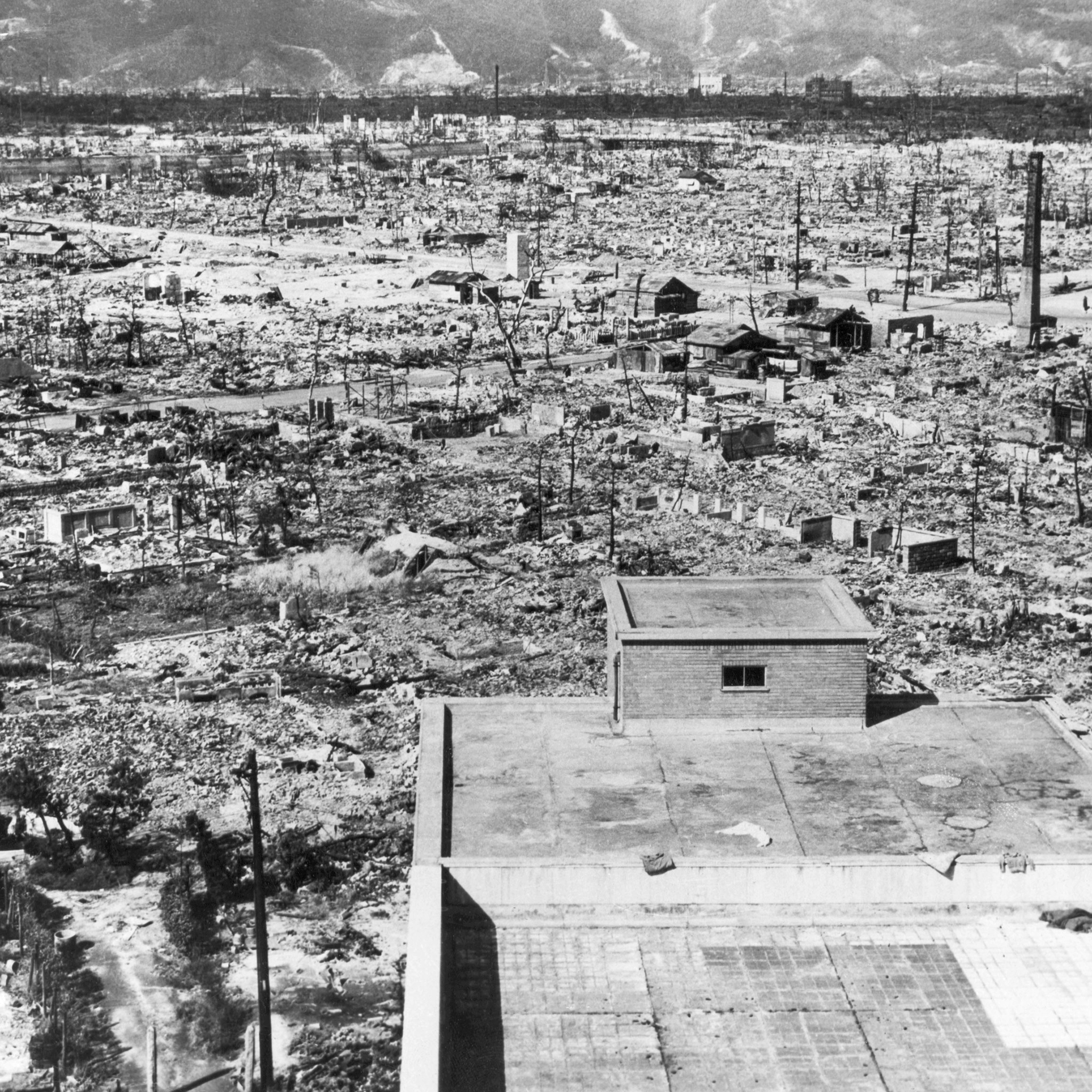
Hiroshima efter atombomen 1945

ICAN är en bred kampanj som mobiliserar Icke-statliga organisationer runtom i världen med målet att förhandla fram ett avtal mot kärnvapen. Efter att en konvention om kärnvapenförbud röstades igenom i Förenta nationerna 2017 är nu syftet att uppmuntra fler länder att ansluta sig och se till att konventionen förverkligas.
Kampanjen lyfter särskilt fram de humanitära konsekvenserna av användande av kärnvapen och menar att ett förbud mot kärnvapen är det enda sättet att undvika sådant lidande. Dessutom poängteras att de säkerhetspolitiska, miljömässiga och ekonomiska aspekterna också talar emot kärnvapen. Innan avtalet röstades igenom var kärnvapen det enda massförstörelsevapen som inte förbjöds av internationell rätt.

## Organisation
Kampanjen består av 468 organisationer av olika storlekar från 101 länder och arbetet koordineras från huvudkontoret i Genève, Schweiz. Bland samarbetspartnerna finns Kyrkornas världsråd, Internationella kvinnoförbundet för fred och frihet, flera nationella grenar av Greenpeace och i Sverige exempelvis Svenska freds- och skiljedomsföreningen, Ofog och Feministiskt initiativ. Kampanjen har också fått stöd av Desmond Tutu, Dalai lama och Jody Williams.
Förutom partnerorganisationerna består kampanjen av en internationell styrgrupp där tio organisationer deltar samt ett arbetsteam på fem personer som koordinerar arbetet. Generalsekreterare är Beatrice Fihn. Bland styrgruppens organisationer finns Internationella läkarrörelsen mot kärnvapen, Svenska läkare mot kärnvapen, Latin America Human Security Network och African Council of Religious Leaders – Religions for Peace.
Kampanjen organiserar aktionsdagar och aktiviteter för att väcka medvetenhet hos allmänhet och politiker. De samlar och sprider också berättelser från överlevande efter atombomberna över Hiroshima och Nagasaki och kärnvapenprov.

## Historia
Hösten 2006 beslutade Internationella läkarrörelsen mot kärnvapen att göra ICAN till sin främsta fråga. Inspirationen kom från International Campaign to Ban Landmines som ett decennium tidigare hade lett till Ottawafördraget som förbjöd truppminor.
Under våren 2007 drog kampanjen igång lokalt i Australien och Indien för att sedan lanseras internationellt i Wien, Österrike, den 30 april 2017 under ett möte inom icke-spridningsavtalet. Samtidigt anslöt sig allt fler organisationer till kampanjen.

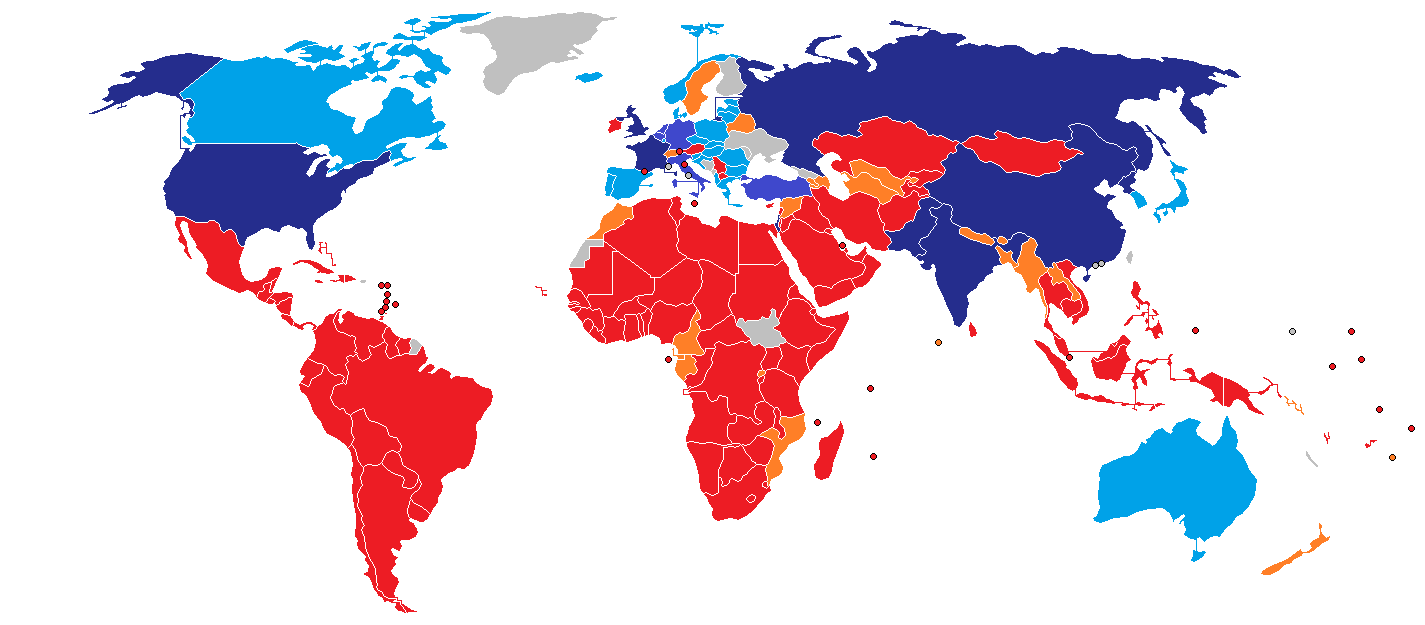
Skrivit under Humanitarian Pledge.
Röstade för Humanitarian Pledge.
Innehar kärnvapen, inte skrivit under.
Förvarar kärnvapen, inte skrivit under.
Del av kärnvapenallians, inte skrivit under.

För att lyfta fram de katastrofala effekterna av kärnvapen som det viktigast i förhandlingarna om Icke-spridningsavtalet och för att driva på för ett förbud mot kärnvapen bildades Humanitarian Initiative 2010. Där deltog stater, Internationella Rödakors- och rödahalvmånefederationen, olika FN-organ och icke-statliga organisationer. Det första av flera gemensamma uttalanden kom från 16 länder 2012 och inom några år stöddes kraven på förbud mot kärnvapen av 159 länder. Totalt hölls tre stora konferenser om de humanitära effekterna av kärnvapen (Oslo 2013, Nayarit och Wien 2014). ICAN som var en del av initiativet koordinerade civilsamhället och arbetade för att driva på förhandlingarna.
Den tredje konferensen (Wien 2014) ledde fram till Humanitarian Pledge: ett löfte om att gå från ord till handling och påbörja förhandlingar om ett avtal mot kärnvapen. Ett knappt halvår senare hade över hundra länder skrivit på och i början av 2016 blev Sverige det fjärde EU-landet att ansluta sig, efter Österrike, Malta och Irland. Det totala antalet länder är 27 stycken.
Under 2016 började en FN-arbetsgrupp för avrustning av kärnvapen diskutera hur ett förbud kunde se ut och i sin rapport rekommenderade de att förhandlingar för ett avtal borde inledas. I december 2016 beslutade FN:s generalförsamling att en konferens skulle hållas 2017 för att förhandla fram ett förbud mot kärnvapen.

## Avtalet om kärnvapenförbud

Parter
Skrivit under

Den 7 juli 2017 antog Förenta nationerna ett avtal som förbjuder kärnvapen (Treaty on the Prohibition of Nuclear Weapons eller Nuclear Weapon Ban Treaty). 124 länder deltog i förhandlingarna i New York och 122 av dem röstade för ett förbud.
Avtalet förbjuder länder att "utveckla, testa, producera, tillverka, överföra, inneha, lagra, använda eller hota att använda kärnvapen" samt att "assistera, uppmuntra eller förmå någon" att göra det. Länder som har kärnvapen kan skriva under avtalet så länge de förstör dem enligt en tidsplan.
Omkring 40 länder avstod från att delta på konferensen, bland annat länder som har kärnvapen och flera Nato-länder. Kärnvapenstaterna menade att ett förbud var orealistiskt och inte skulle förändra något. I Sverige menade debattörer att avtalet hotade samarbetet med USA och Nato och att icke-spridningsavtalet underminerades.
Från den 20 september blev det möjligt att skriva på avtalet och det kommer börja gälla när 50 länder har ratificerat det. I september 2017 skrev 53 länder under avtalet och 3 ratificerade det.

## Nobels fredspris
Kampanjen tilldelades Nobels fredspris 2017 för "sitt arbete för att uppmärksamma de fruktansvärda humanitära konsekvenserna av all användning av kärnvapen, och för sina banbrytande ansträngningar att uppnå ett fördragsbaserat förbud mot sådana vapen."
Priset togs emot av kampanjens generalsekreterare Beatrice Fihn och Setsuko Thurlow, som överlevde atombombningen av Hiroshima.